# Quaestus mermejaensis
Quaestus mermejaensis es una especie de escarabajos del género Quaestus, familia Leiodidae. Fue descrita por Salgado y Javier Fresneda en 2004.

## Distribución
Se encuentra en España.